# Mits

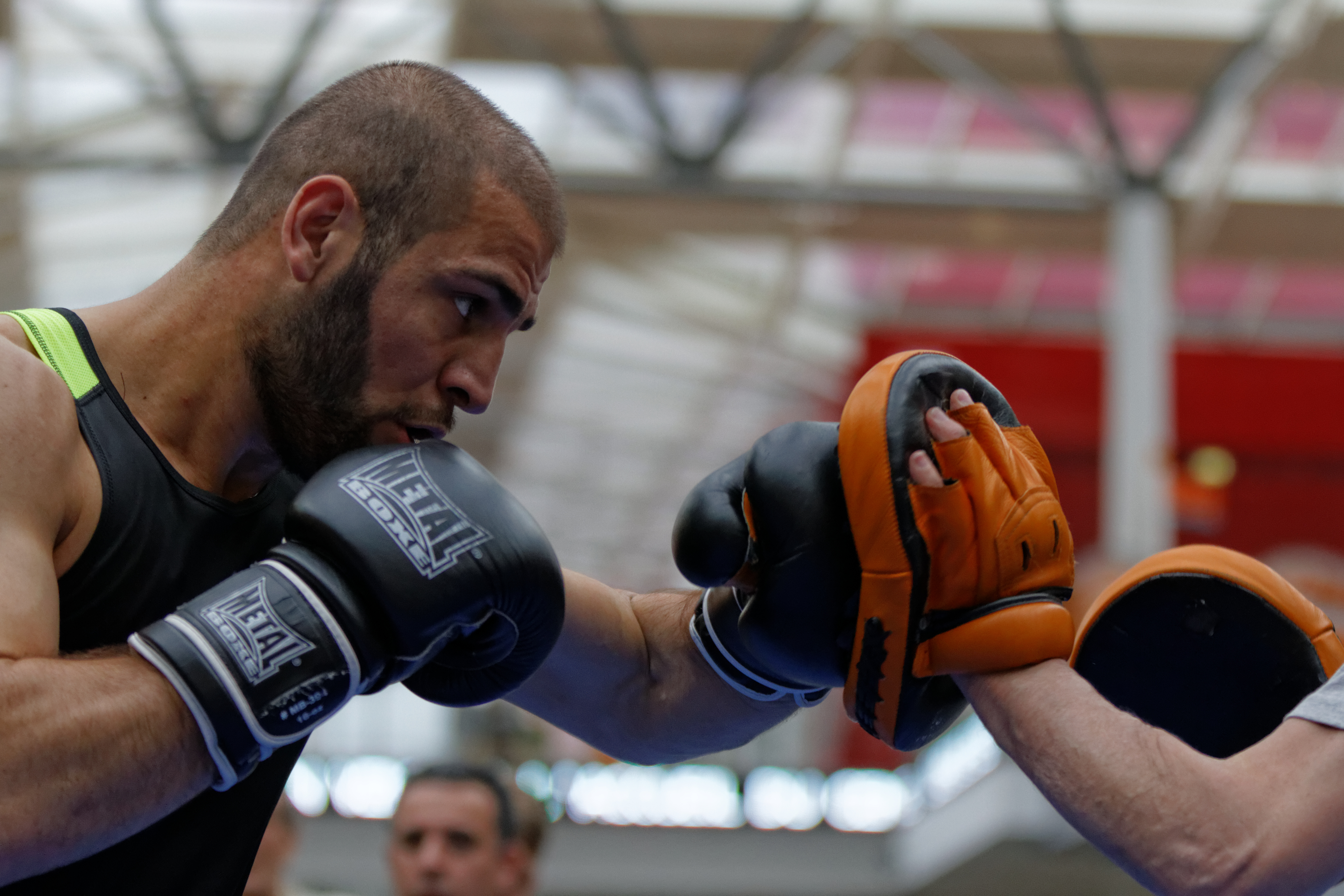

Mits, även kallad boxningskudde, är en slags kudde som används för att praktisera sparkar och slag inom kampsporter som karate, taekwondo och boxning. Mittsar används ofta i ett par där de sätts fast på händerna så den andra utövaren kan praktisera olika typer av slag. Det finns även större typer av mittsar som den ena utövaren kan hålla i så den andra utövaren kan praktisera olika typer av sparkar på. Mittsar är ofta gjorda av läder och innehåller stora mängder av skumgummi, vilket ger mittsen en mycket hård konsistens.  
Mer avancerade stadier av kihonutbildning för att stärka muskler, ben och hud använder detta tillvägagångssätt, som kombinerar repetition för att nå korrekt avståndstagande.  Ett exempel på ett traditionellt sådant slagpåsemål bland flera inom budō är Makiwara.